# ابوالقاسم هرندی
ابوالقاسم هرندی (۱۲۷۶ یزد - ۱۳۵۷ کرمان) تاجر و خیر کرمانی بود.

ابوالقاسم هرندی

## زندگی‌نامه
او در سن ۱۶ سالگی به کرمان نقل مکان کرد و یکی از بزرگترین تجار و خیرین کرمان شد. هرندی در سال ۱۳۱۴ توسط دیگر تجار کرمان و رفسنجان، کارخانه ریسندگی خورشید، کارخانه سیمان و چندین مؤسسه کوچک و بزرگ را بنا نهاد. او علاوه بر کشاورزی که منبع اصلی ثروت اکثر سرمایه‌داران کرمانی به‌شمار می‌رفت، صاحب اولین کارخانه برق کرمان هم بود.
بر اساس آخرین اسناد موجود وی دست کم در سال ۱۳۲۲ عضو اتاق بازرگانی کرمان هم بوده‌است. خانه وی در کرمان اینک به باغ موزه تبدیل شده‌است.

کرایسلر مدل ۱۹۴۷ به غلط گفته می‌شود این اتومبیل در سال ۱۳۲۰ (۱۹۴۱ م) به هنگام خروج رضاشاه از ایران در کرمان مورد استفاده وی قرار گرفته‌است. (عکس: علی اکبر عبدالرشیدی)

وی صاحب اتوموبیل کرایسلر مدل ۱۹۴۷ بوده که پس از بازسازی در خانه‌اش به نمایش گذاشته شده‌است. این موضوع که گفته می‌شود این اتوموبیل در جریان عبور رضا شاه از کرمان و اقامت در خانه هرندی مورد استفاده وی قرار گرفته‌است جای سؤال دارد؛ زیرا رضا شاه در ۱۹۴۱ از کرمان عبور کرده، فلذا این وسیله نقلیه هنوز تولید نشده بوده‌است و بنابراین موضوع منتفی است.
قصه خانواده هرندی در کرمان داستان خانواده‌ای توسعه‌گرا و کارآفرین است، پدر و پسری (ابوالقاسم و مهدی) که در رشد صنعتی و تکنولوژی این منطقه از کشور در دهه‌هایی که بسیاری از مناطق کشور به شدت در محرومیت به سر می‌بردند، نقشی مهم بازی کردند و توانستند خدماتی ماندگار از خود به یادگار بگذارند، به گونه‌ای که حالا با گذشت چند دهه همچنان از خانواده‌های سرشناس و تأثیرگذار کرمان محسوب می‌شوند.
ابوالقاسم هرندی سال ۱۲۷۶ در یزد به دنیا آمد. بعدها به کرمان رفت و تا آخر عمر در همین شهر زندگی کرد. کشاورزی منبع اصلی ثروت برای بیشتر سرمایه‌داران کرمانی از جمله ابوالقاسم هرندی بود. این فعال اقتصادی یکی از پیشگامان توسعه در کرمان محسوب می‌شود تا جایی که اولین کارخانه برق را در سال ۱۳۰۸ در شهر کرمان راه‌اندازی کرد که سال ۱۳۱۱ بهره‌برداری از آن شروع شد. اولین شعله برق در کرمان در بازار مقابل کارخانه یا محله گلبازخان برای استفاده عموم روشن شد. مردم گروه‌گروه به تماشا می‌رفتند. در سال ۱۳۳۴ بین سازمان برنامه و ابوالقاسم هرندی تفاهم‌نامه‌ای امضا شد که براساس آن سازمان برنامه پول کافی در اختیار هرندی گذاشت تا او یک توربین چندهزار کیلوواتی برای تأمین برق شهر کرمان خریداری و وارد کشور کند. البته این طرح گویا با تأسیس شرکت دولتی برق اجرا نشد و کلا کنار گذاشته شد. ابوالقاسم هرندی در سال ۱۳۴۱ کلیه تأسیسات برق را وقف کرد تا درآمد آن به مدت ۱۲ سال برای ساخت دانشکده کشاورزی و در صورت اضافه به ساخت بیمارستان ۵۰ تخت‌خوابی اختصاص یابد.
در دوران رضاشاه تجار شهرهایی مثل اصفهان، یزد، تبریز، کرمان و… با پشتیبانی دولت به فعالت‌های صنعتی خصوصاً در زمینه نساجی روی آوردند. ابوالقاسم هرندی در این زمان با کمک چند نفر از تجار و فعالان اقتصادی، کارخانه ریسندگی خورشید کرمان را تأسیس کردند. این کارخانه در آبان سال ۱۳۱۶ روزانه ۳۰۰ بقچه نخ پنبه‌ای تولید می‌کرد. سرمایه اولیه این کارخانه بیش از ۳۰۰ هزار تومان بود و کارخانه ۵ هزار دوک ریسندگی داشت. البته با گذشت زمان و بعد از چندین سال این کارخانه در سال ۱۳۳۱ دچار مشکل مدیریت و بدهی شد و به مدت سه سال زیر نظر سازمان برنامه اداره می‌شد تا اینکه در ۱۳۳۹ به علت نپرداختن بدهی به بانک و بدهی‌های مالیاتی به مزایده گذاشته و تعطیل شد.
علاوه بر کارخانه خورشید، ابوالقاسم هرندی از سهام‌داران و مؤسسان کارخانه سیمان کرمان بود و در سال ۱۳۱۵ نیز به همراه محمدحسین برخوردار، غلامرضا آگاه و شهریار راوری شرکت سهامی کتیرا را تأسیس کردند. سرمایه اولیه آنها ۷۲ هزار تومان بود. هرندی در سال ۱۳۳۰ در زمینه توزیع رنگ در کرمان با حاج محمدتقی برخوردار روابط تجاری داشت.
ابوالقاسم هرندی در کنار کار و فعالیت صنعتی به امور خیریه هم توجهی ویژه داشت و فعالیت‌های گسترده‌ای در این زمینه در سطح استان کرمان به خصوص شهر کرمان انجام داد که همچنان هم آثار آن باقی است. براثر اشغال ایران در زمان جنگ جهانی دوم، بحران نان در کشور و از جمله کرمان در مهرماه ۱۳۲۰ فراگیر شد، همه از قحطی و وضع آشفته نان به فریاد آمده بودند و در این بین ابوالقاسم هرندی به کمک مردم آمد. علاوه بر این او هزینه تحصیل برخی از دانشجویان و دانش‌آموران نیازمند را تأمین می‌کرد، بدون اینکه آنان متوجه شوند. همچنین تعدادی زمین برای ساخت مدرسه و مراکز درمانی اختصاص داد. ابوالقاسم هرندی در اردیبهشت سال ۱۳۴۹ به تأسیس کتابخانه‌ای در مقابل مسجد جامع کرمان اقدام کرد. او کتابخانه شخصی خود را نیز وقف آستان قدس رضوی کرد.
او از نظر اجتماعی و تشکل‌گرایی نیز فردی فعال بود و از همین رو در سال ۱۳۲۲ عضو اتاق بازرگانی شد و در سال ۱۳۴۰ نیز به همراه چند فعال اقتصادی دیگر مانند غلامرضا آگاه عضو انجمن شهر کرمان شدند.
ابوالقاسم هرندی در ده‌های ابتدایی قرن حاضر یکی از سرشناس‌ترین فعالان اقتصادی، اجتماعی کرمان محسوب می‌شد و مثال بارزی که برای آن می‌توان زد، حضور و اقامت رضاشاه در منزل او بود: پس از اشغال ایران در زمان جنگ جهانی دوم، رضاشاه مجبور به استعفا و پس از آن به جزیره موریس در آفریقای جنوبی تبعید شد. رضاشاه برای رفتن به جنوب و سوار کشتی شدن، از شهرهای مختلف از جمله کرمان گذشت و به دلیل نبود هتل و محل اقامت مناسب، در خانه ابوالقاسم هرندی مستقر شد. آنها بعدازظهر ۳۱ شهریور سال ۱۳۲۰ به کرمان رسیدند. به روایت ریچارد استوارت، سرگرد نیروی دریایی انگلیس، آنها ۲۰ نفر بودند که در دو خانه (یکی خانه هرندی) مستقر شدند. به روایت شمس پهلوی، در کرمان رضاشاه به گوش‌درد دچار شد و سرهنگ جلوه، رئیس بهداری لشکر او را معاینه و برایش چند روز استراحت مطلق تجویز کرد، اما کنسول انگلیس در کرمان پافشاری بر عدم توقف رضاشاه و همراهانش داشت. در نهایت شاه چند روزی را در این شهر و منزل هرندی ماند و استراحت کرد و پس از آن به جنوب برای اعزام به جزیره موریس رفت.
به نوشته کتاب «سرگذشت پنجاه کنشگر اقتصادی» رویکرد سیاسی خانواده هرندی محافظه‌کارانه و همسو با دولت بود. در این کتاب آمده: «هنگامی که حزب میلیون منوچهر اقبال نخست‌وزیر (۱۳۳۶ تا ۱۳۳۹) در مهر ۱۳۳۷ توسط محمود جم نایب‌رئیس، دکتر کاسمی دبیرکل حزب و الموتی مدیر روزنامه صبح امروز به منظور تشکیل شعبه محلی حزب در کرمان تشکیل جلسه داد، کمیته استانی ابوالقاسم هرندی را به عنوان رئیس انتخاب کردند.»
ابوالقاسم هرندی در ۵ آذر سال ۱۳۵۷ (چند ماه پیش از پیروزی انقلاب) در ۸۱ سالگی در کرمان از دنیا رفت و در راهروی ورودی کتابخانه هرندی به خاک سپرده شد. بعد از انقلاب خانواده و فرزندان هرندی خانه و باغ هرندی را در کرمان که ارزش تاریخی دارد به سازمان میراث فرهنگی، گردشگری و صنایع دستی واگذار کردند که هم‌اکنون به باغ‌موزه سازهای سنتی و باستان‌شناسی تبدیل شده‌است. این خانه ۲۵ هزار متر مربع وسعت دارد و از بخش‌های مختلفی تشکیل شده‌است و ابوالقاسم هرندی در سال ۱۳۱۳ آن را به مبلغ ۴۰ هزار تومان خریداری کرده بود.